# NGC 7004
NGC 7004 (другие обозначения — PGC 66019, ESO 235-46, FAIR 938) — галактика в созвездии Индеец.
Этот объект входит в число перечисленных в оригинальной редакции «Нового общего каталога».